# 第7回国民体育大会
第7回国民体育大会（だい7かいこくみんたいいくたいかい）は、1952年に開催された国民体育大会である。秋季大会は第2回以降の単独県開催ではなく、東北3県の複数県での開催となった。本年は日本が主権を回復し、また陸上競技の沖縄代表選手が15名参加するなど意義深い大会となった。

## 概要
| 季    | 期間                      | 開催地               | 競技数 | 参加者数 |
| ----- | ------------------------- | -------------------- | ------ | -------- |
| 冬    | 1952年1月24日 - 1月27日   | 栃木県日光市         | 1      | 1,583    |
| 冬    | 1952年3月5日 - 3月9日     | 北海道小樽市         | 1      | 1,100    |
| 夏    | 1952年9月17日 - 9月21日   | 宮城県塩竈市・松島町 | 1      | 430      |
| 夏    | 1952年9月20日 - 9月23日   | 栃木県宇都宮市       | 1      | 1,235    |
| 秋    | 1952年10月19日 - 10月23日 | 宮城・山形・福島県   | 28     | 19,046   |
| 合 計 | 合 計                     | 合 計                | 32     | 23,394   |

秋季大会の開会式は、天皇・皇后臨席のもと、福島県営信夫ヶ丘陸上競技場で執り行われた。一方宮城・山形の会場では福島からのラジオ中継により開始式が同時刻に行われた。
テーマ曲は「第七回国民体育大会讃歌」（作詞・大友真一郎、作曲・古関裕而、歌・伊藤久男）。

## 実施競技
- 陸上競技
- 水泳
- サッカー
- スキー
- テニス
- 漕艇
- ホッケー
- ボクシング
- バレーボール
- 体操
- バスケットボール
- スケート
- レスリング
- ヨット
- ウェイトリフティング
- ハンドボール
- 自転車競技
- ソフトテニス
- 卓球
- 軟式野球
- 相撲
- 馬術
- フェンシング
- 柔道
- ソフトボール
- バドミントン
- 弓道
- ライフル射撃
- 剣道
- ラグビー
- クレー射撃
- 高校野球

## 冬季大会

### スケート競技会
第7回国民体育大会冬季大会スケート競技会は、1952年1月24日から1月27日を会期として栃木県日光町で開催された。

#### 実施競技・会場一覧
| 競技名   | 種目種別       | 種目種別 | 会場地 | 競技会場       |
| -------- | -------------- | -------- | ------ | -------------- |
| スケート | スピード       |          | 日光町 | 日光町営リンク |
| スケート | フィギュア     |          | 日光町 | 日光町営リンク |
| スケート | アイスホッケー |          | 日光町 | 日光町営リンク |

### スキー競技会
第7回国民体育大会冬季大会スキー競技会は、1952年3月5日から3月9日を会期として北海道小樽市で開催された。

#### 実施競技・会場一覧
- スキー - 北海道小樽市　天狗山　ほか

## 総合成績

### 天皇杯

#### 冬季大会
- 1位 - 北海道
- 2位 - 長野県
- 3位 - 東京都

#### 夏・秋季大会
- 1位 - 東京都
- 2位 - 福岡県
- 3位 - 愛知県

### 皇后杯

#### 冬季大会
- 1位 - 北海道
- 2位 - 東京都
- 3位 - 青森県

#### 夏・秋季大会
- 1位 - 東京都
- 2位 - 愛知県
- 3位 - 岡山県